# Heikki Toivanen

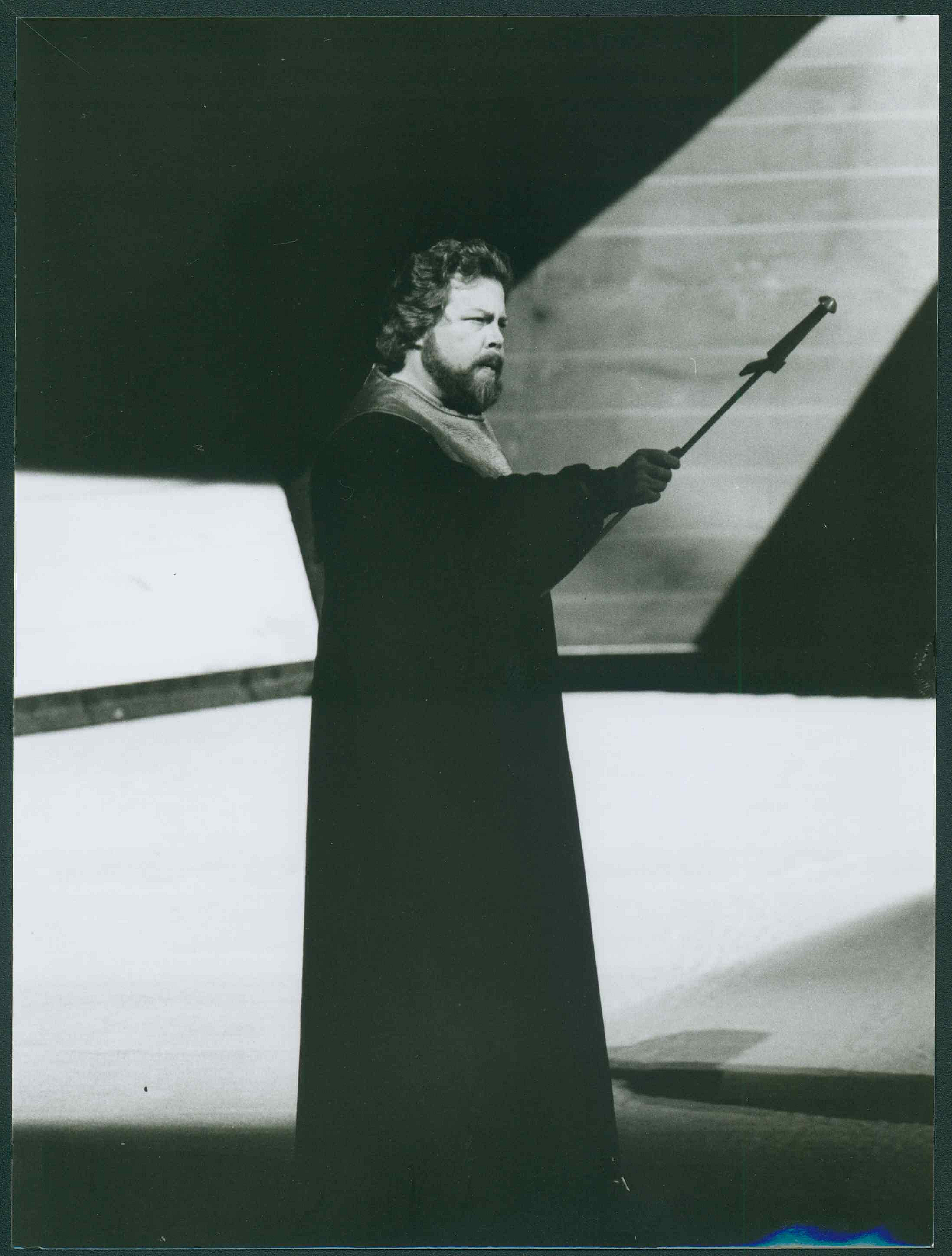
Heikki Toivanen als König Marke in Tristan und Isolde am Badischen Staatstheater Karlsruhe (1980)

Heikki Toivanen (* 5. Februar 1948 in Helsinki; † 25. August 2006 in Turku) war ein finnischer Opernsänger (Bass).

## Leben
Toivanen studierte bis 1973 Gesang an der Sibelius-Akademie Helsinki und ging anschließend nach Deutschland, wo er seine Ausbildung abschloss. 1973–74 war er an der Finnischen Nationaloper Helsinki tätig, sang 1974–76 am Opernhaus von Wuppertal, 1976–77 am Stadttheater von Bielefeld und setzte seine Karriere 1977–84 am Staatstheater Karlsruhe fort.
Sein tiefer, machtvoller Bass kam ihm vor allem im Wagner-Repertoire zugute. So sang er 1977–78 bei den Bayreuther Festspielen den Fasolt im Rheingold, 1978 auch den Titurel im Parsifal. Er trat als Gast in den Opernhäusern in Wien, München, Paris, London, Venedig, Madrid, Luxemburg, Warschau, Santiago de Chile und São Paulo sowie mehrfach bei den Savonlinna-Opernfestspielen auf.
Außerdem entfaltete er eine zweite internationale Karriere im Konzertsaal. Er machte Radio- und Fernsehaufnahmen in Finnland, Deutschland, Italien, England, Österreich und Rumänien.
Verheiratet war er mit der Sopranistin Ingrid Haubold.